# Moucherolle écarlate
Pyrocephalus rubinus
Espèce
Répartition géographique
- aire de nidification
- résidence permanente
- aire d'hivernage

Statut de conservation UICN

 LC  : Préoccupation mineure
Le Moucherolle écarlate (Pyrocephalus rubinus) est une petite espèce de passereau de la famille des Tyrannidae.
L'espèce a été reconnue comme distincte du moucherolle vermillon (Pyrocephalus obscurus) en 2016.

## Description morphologique
Cette espèce de 14 à 17 cm de longueur présente un fort dimorphisme sexuel. Les mâles ont une couleur rouge vif avec le dos, les ailes, la queue et un masque étroit brun sombre ; les femelles et les juvéniles ont le dos d'un brun gris moins sombre, la gorge et la poitrine gris très clair rayées de brun, et le ventre et le dessous de la queue teintés de couleur pêche ou jaune roussâtre.

## Comportement

### Alimentation
Ces oiseaux se nourrissent surtout d'insectes, notamment de mouches, de sauterelles et de scarabées.
Il chasse dans les arbres et buissons le plus souvent, mais il lui arrive de descendre au sol dans les zones plus arides, à la végétation plus rare et aux proies moins nombreuses.

### Vocalisations
Cet oiseau est généralement silencieux, mais les mâles se font entendre au printemps, au cours de leurs vols de parade nuptiale. Le chant est alors sonore, une sorte de "pit-pit-pit-pitti-ziiiii" balbutiant.

## Répartition et habitat
Cet oiseau vit dans les buissons des zones désertiques et subtropicales, ou dans les fourrés le long des cours d'eau, dans le Sud-Est de la Bolivie, au Paraguay et du Sud-Est du Brésil à l'Argentine et à l'Uruguay.

## Galerie

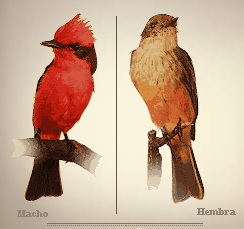
Couple de moucherolles vermillon
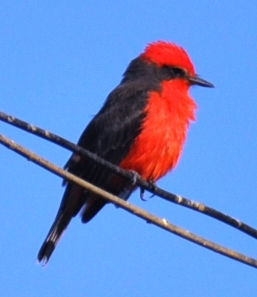
Moucherolle vermillon, Nord du Chili
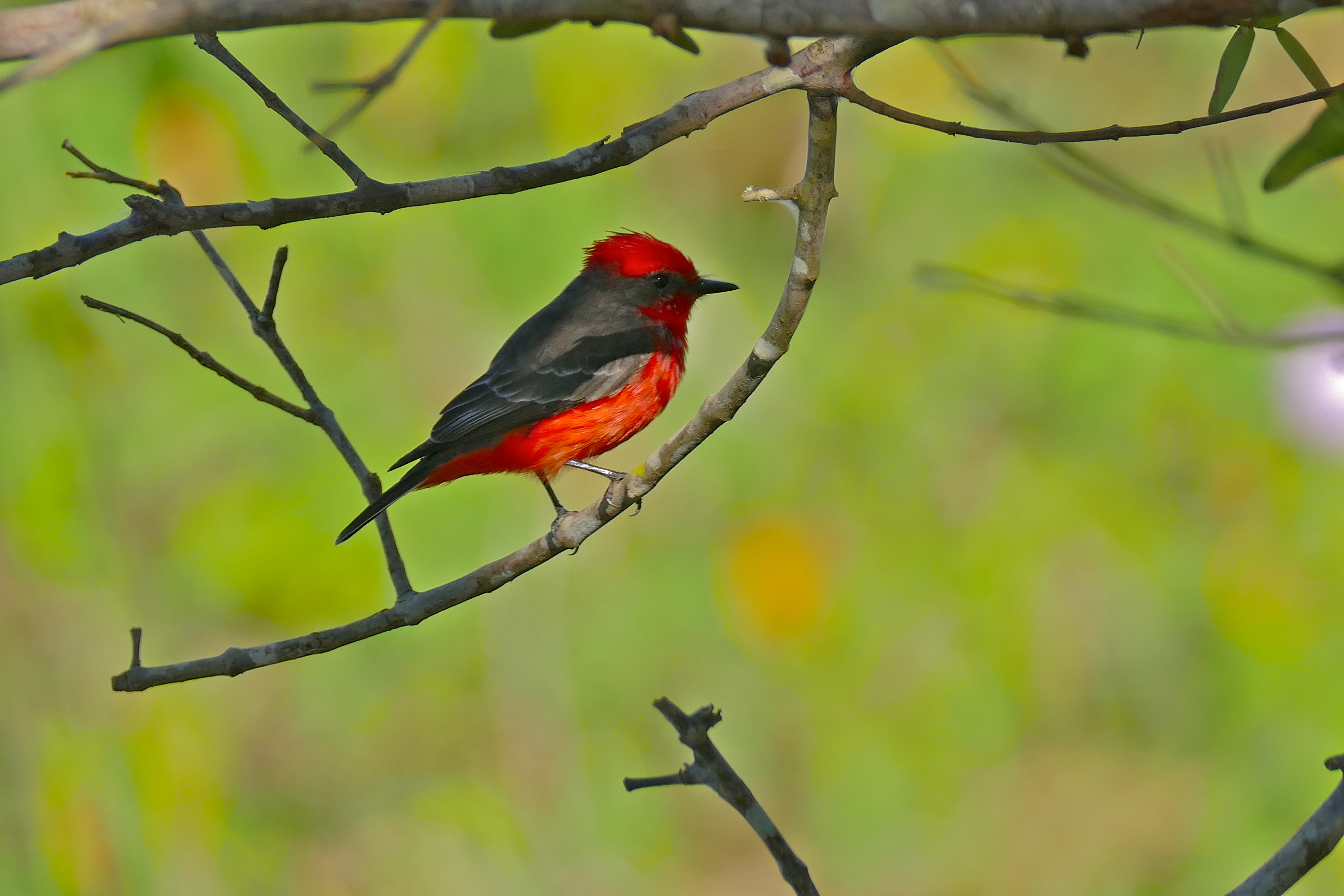
Moucherolle vermillon ♂ (Mato Grosso, Brésil)
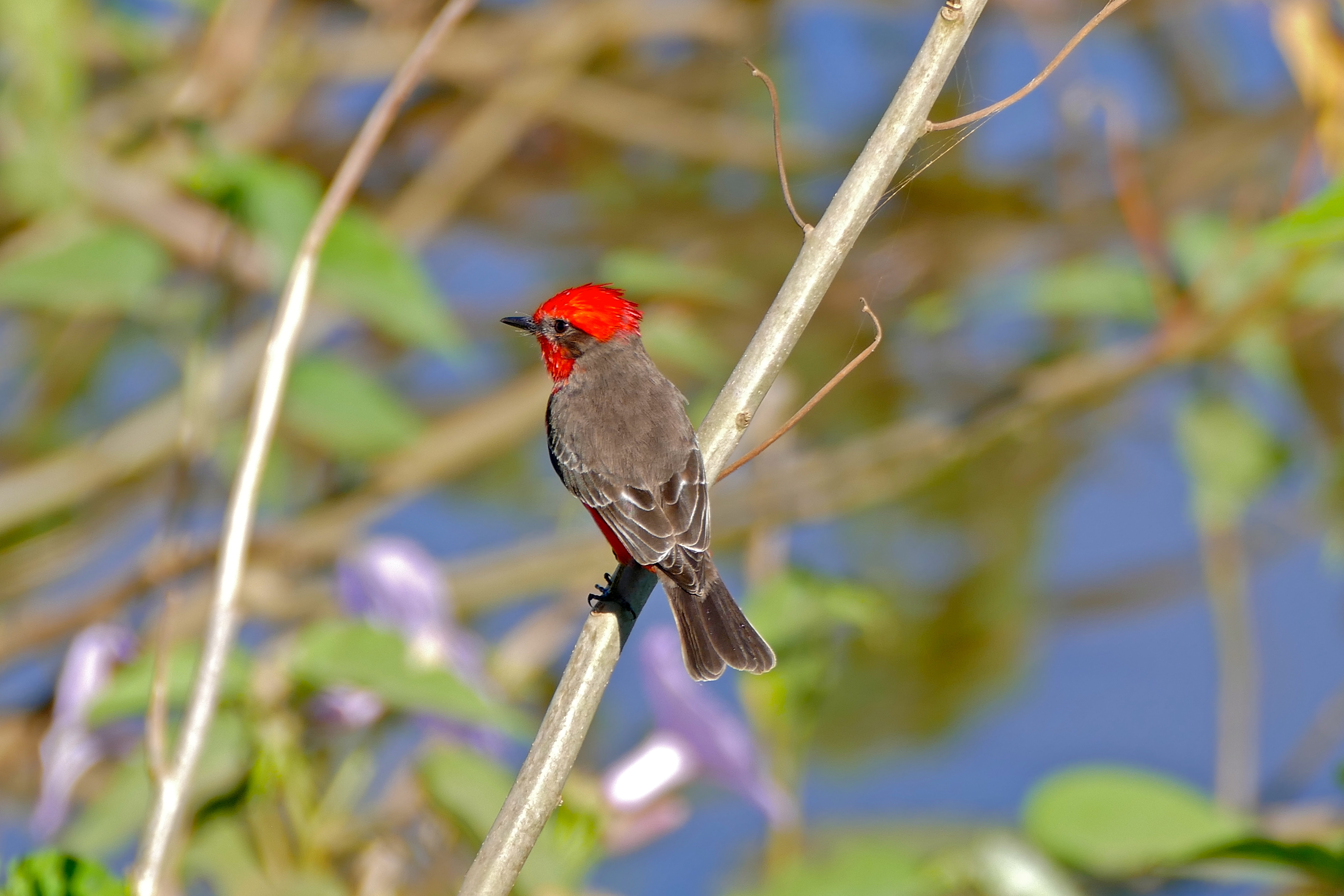
Moucherolle vermillon ♂ (Mato Grosso, Brésil)